# Abyss Creations
Abyss Creations é uma fabricante de bonecas sexuais criada em 1996 pelo então estudante de arte Matt McMullen, que também é o CEO e o designer chefe.

## História
A empresa foi criada em 1996 por Matt McMullen, funcionando inicialmente em sua garagem. Ela estava localizada em San Marcos, California. Orinialmente ela produzia manequins para a indústria da moda, mas mudou o seu foco para bonecas sexuais pelo excesso de pedidos que Matt recebeu. Muitos dos artistas que trabalham na empresa vieram da indústria do Halloween, e vários deles produziam máscaras realistas para fantasias.
Em 2021 a empresa mudou-se para Las Vegas, Nevada.

## Produtos
A empresa é conhecida por fabricar as RealDolls, bonecas sexuais hiper-realistas de silicone. Elas são feitas à mão e customizáveis. Em 2015, a empresa fabricava até 10 bonecas a semana. Cada boneca pode demorar até 80 horas para ser produzida. De acordo com a empresa, a maior parte de seus clientes são  "homens mais velhos com dinheiro de sobra".
Em 2017 empresa lançou a "Realbotix", a supostamente primeira boneca sexual movida a inteligência artificial do mundo. As robôs sexuais foram criadas pela subsidiária homônima, uma colaboração entre Daxtron Laboratories, NextOS e a Abyss Creations.

## Prêmios
- XBIZ Award, categoria Sex Doll Brand of the Year (2020)[7]